# Придворный мундир

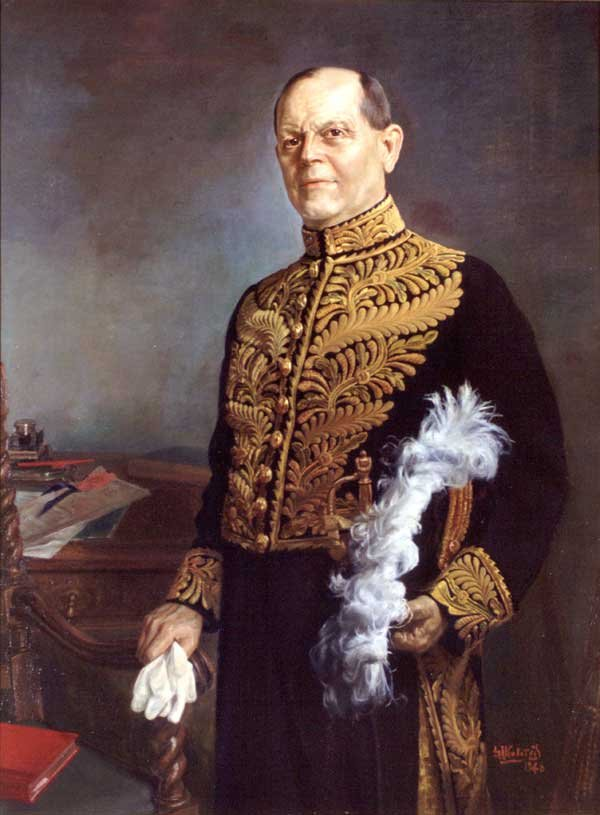
Рей Лоусон, губернатор провинции Онтарио в мундире.

Мундир, или униформу и костюм - форменная одежда придворных и служащих при европейских королевских дворах в XIX и XX веках.

## Великобритания
Придворный мундир носили и служащие различных государственных органов и ведомств (например, правительство, министерства, а также приближённые королевской семьи). Должностные лица получили право носить униформу с отличительными признаками, соответствующими принадлежности к определенному рангу. По сей день некоторые политические деятели надевают униформу на торжественные мероприятия. Придворный костюм и платье, наоборот, являются стилизованной формой одежды, соответствующей моде XVIII века, которую носили те, кто не имел права находиться при дворе короля или королевы в придворном мундире. Мужской костюм состоял из фрака и жилета, галифе, чулков, рубашки с кружевными манжетами, шейного платка, треуголки и шпаги. Женщинам полагалось носить белое или кремовое вечернее платье со шлейфом и с различными аксессуарами. Мужской придворный костюм по-прежнему надевают как форму судьи и королевский адвокат, а также обер-бургомистр, члены парламента и шерифы графств. Девушки, впервые выезжающие в свет, обязаны были надеть женский придворный костюм, но после Второй Мировой войны это правило отменили (т.к. упразднили дневные приёмы).
Точные описания придворного мундира и платья были изложены в официальном издании "Одежда при дворе", которое было опубликовано управлением при дворе королевы. В действующем издании 1937 года придворный мундир или платье в редких случаях является обязательным требованием.

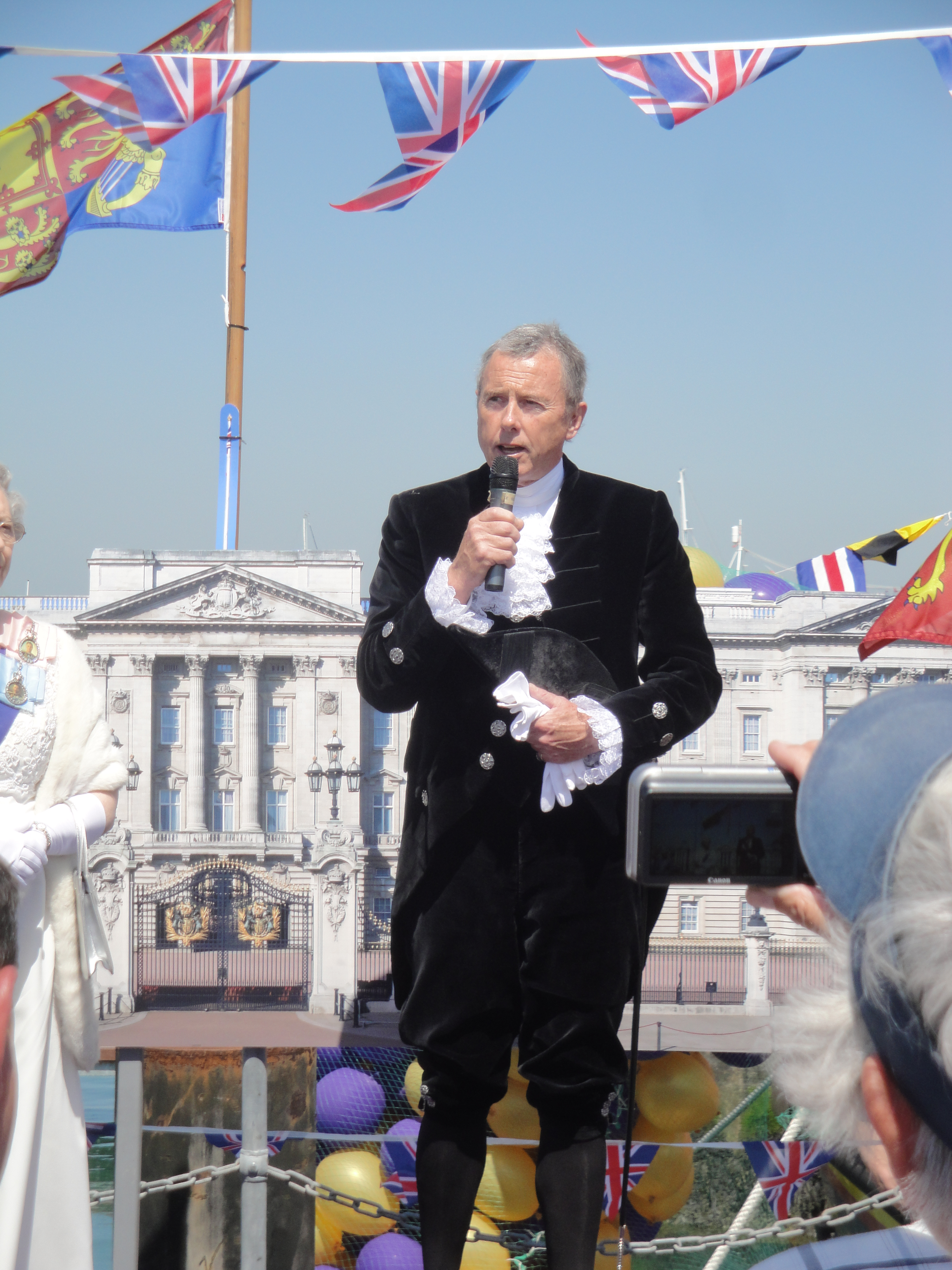
Шериф графства в придворном костюме 2012 год.

Придворный костюм (в отличие от мундира, который будет описан далее) надевали все мужчины, которые не имели права носить судебную или военную форму. Редким поводом надеть придворный костюм были торжественные баллы, вечерние и дневные официальные мероприятия, в том числе в присутствии монарха (торжества, на которых женщины или мужчины были официально представлялись монарху). Теперь костюмы используются очень редко, например, в зале суда или некоторыми членами парламента, а также другими должностными лицами; в последний раз большинство придворных было в торжественных костюмах в день коронации 1953 года. Одеяние состояло из фрака и жилета, галифе, рубашки с кружевными манжетами и жабо, шёлковых чулок, туфлей с пряжкой, треуголки, белых перчаток и шпаги. Когда-то придворные носили костюмы различных цветов, часто с золотыми или серебряными узорами; но теперь (как подобает мужской моде) чёрный является основным цветом.

### История

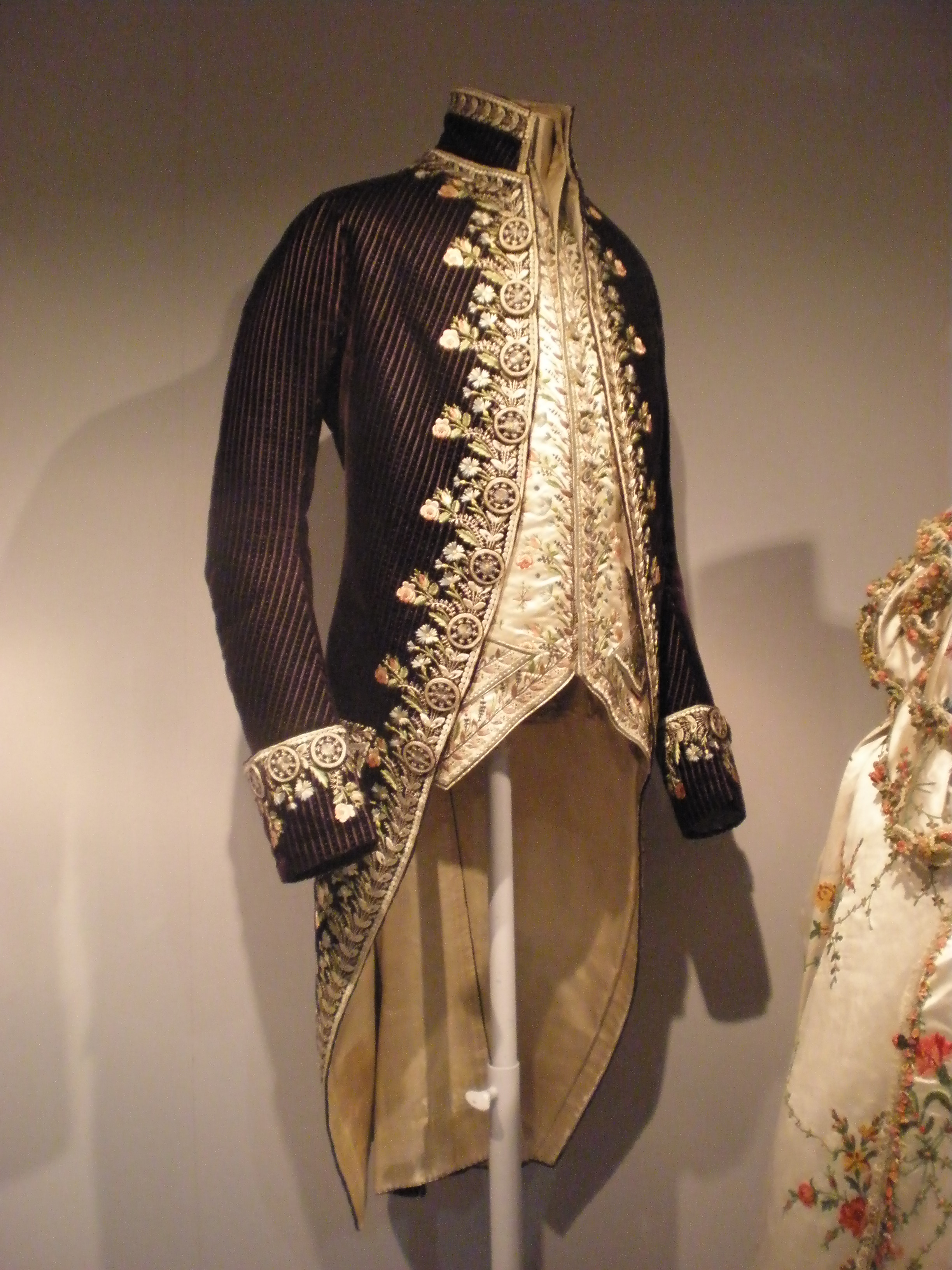
Мужской фрак и жилет, 1800 год. музей Виктории и Альберта.

Пэры Англии носили мантии поверх обычного платья, которое со временем стало образцом придворного костюма. Только в конце XVIII века придворное платье упразднили. К середине XVII века для пошива костюмов стали использовать значительно меньше бархата. В Вестминстерском аббатстве придворное платье или костюм были обязательным требованием для всех, кроме лордов, имеющих собственную форму.
В XVII веке, стиль мужского придворного костюма диктовался двумя веяниями: стремлением сохранить стиль прошлых веков через форму платья, и интересом к военной форме. Первый придворный костюм состоял из фрака, жилета и брюк до колен. Образ дополняли шёлковые чулки, украшения, двууголка и шпага для торжественных приёмов с вырезанной стальной рукоятью. Начиная с XVIII века придворный костюм претерпел ряд изменений. Однако, значительных изменений практически не было до третьей четверти XIX века, за исключением покроя рукавов и плеч.
В XVIII веке платья украшались золотыми и серебряными орнаментами, популярным материалом были парча, бархат и сукно. Фрак всегда был вышитым, прич`м он не совпадал по цвету с жилетом, который как правило шили из золотой или серебряной парчи, дамаста, шёлка или сукна, а также украшали крупной вышивкой, золотыми или серебряными ажурными узорами. В 1780-е годы установили стандарт придворного платья. Оно шилось из тёмного сукна или бархата, украшалось шёлковыми вставками и драгоценными металлами. Для однобортного жилета (обычно белого цвета) c отложным воротником использовался шёлк.

#### XIX век
В 1810 году лорд-камергер установил новый стиль придворного костюма. В XIX веке разрешенный цвет фрака был чёрный, коричневый, тёмно-зелёный, фиолетовый или синий. Брюки шились из шёлка в тон или из той же ткани что и фрак. Фрак и  иногда брюки-галифе украшали вышивкой. Жилет из белой парчи также украшали вышивкой. Костюм дополняли белые шёлковые чулки, чёрные туфли с пряжами и шпага. Парик сзади заплетался в хвост. В 1760-х-70-х годах взамен треуголки создали складную двууголку в форме полумесяца. В 1830-40-х годах века вышивкой иногда украшали весь придворный костюм. Дорогую ткань использовали реже, в основном это был бархат, из которого также шили брюки для торжественных мероприятий.
Новый стиль костюма появился в 1840-х годах. Однобортный фрак из шёлка или бархата чёрного или тёмного цвета (с чёрной шёлковой подкладкой, а задняя часть подкладки была белой) подчёркивал воротник-стойка. Белый или чёрный шёлковый жилет носился с белым шейным платком. На торжества надевали бархатные брюки с золотой кружевной полосой вдоль шва. На случай торжественных приёмов придворные надевали брюки в тон фрака, белые шелковые чулки и шейный платок.
В 1869 году управление лорд-камергера издало новые правила для мужского придворного костюма. В новом варианте сукно заменили на шёлковый бархат. Он был разрешён и раньше, а, например, вместо вышитого жилета разрешили использовать простой из белого шёлка. Однобортный фрак с воротником-стойкой и брюки для торжественных приёмов были сделаны из тёмного сукна. Воротник, манжеты и карманы украшали золотым узким галуном подобно гражданской форме. Шляпу и шпагу также украшали золотыми кружевами, подвесками и кнопками.
Описание придворного костюма 1898 года было следующим: костюм из чёрного (чаще тёмно-синего) бархата или тёмного сукна. Этот бархатный костюм не мог похвастаться золотой вышивкой, пуговицы были позолоченные или стальные без украшений. Жилет сделан либо из чёрного бархата, либо из простой белой ткани. Брюки шились из бархата. Двууголки в свою очередь делались из дорогих материалов, бобрового фетра или шёлка с чёрной кокардой, но петли и пуговицы были позолоченные или стальные, а от кружев отказались. Золочёная или стальная шпага была подвешена к шёлковому поясу. В моде по прежнему был шейный платок

## Российская империя

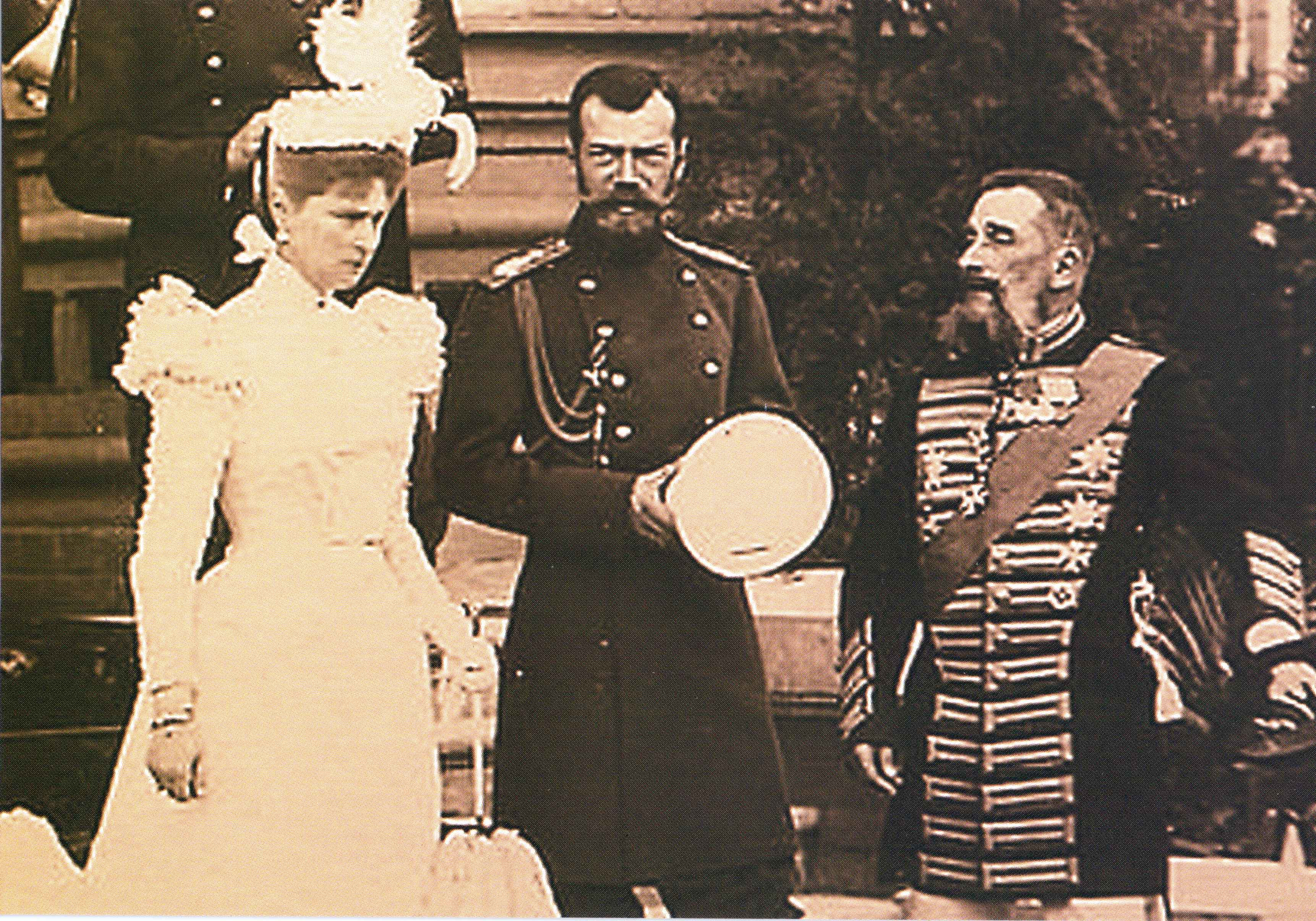
Харьковский генерал-губернатор
Г. А. Тобизен (справа) в придворном мундире. Российская империя 1900 г.

Указом от 23 октября 1782 Екатерины II были введены придворные мундиры для генерал-губернаторов и  чиновников, характерных по цвету гербов российских губерний, которые положили начало введения гражданской форменной одежды.